# HD5601
HD5601 — хімічно пекулярна зоря спектрального класу A0, що має видиму зоряну величину в смузі V приблизно  7,6.
Вона знаходиться у сузір'ї Кита й розташована на відстані близько 834,2 світлових років від Сонця.

## Пекулярний хімічний вміст
Зоряна атмосфера HD5601 має підвищений вміст 
Si
.